# Homoródszentmárton
Homoródszentmárton (románul Mărtiniș, németül Sankt Marten) községközpont Erdélyben, Hargita megyében, Romániában. A község lakossága magyar, több mint fele unitárius, a többi református, katolikus és baptista vallású. A lakosság gazdálkodással, földműveléssel foglalkozik.

## Fekvése
Az északi szélesség 46° 14' és Greenwichtől keletre 25° 23' 6" alatt a Nagy-Homoród folyó és a Gyepes, valamint a Kénos patakok völgyének torkolatánál fekszik. A Nagy-Homoród kiszélesedő lapályán, a Gyepes és a Lókod patakok találkozásánál települt. A községközpont Székelyudvarhelytől 18, Oklándtól 13 km-re fekszik, a 131-es megyei út mentén. A központból a 131A jelzésű megyei út ágazik el Abásfalva felé.

## Története

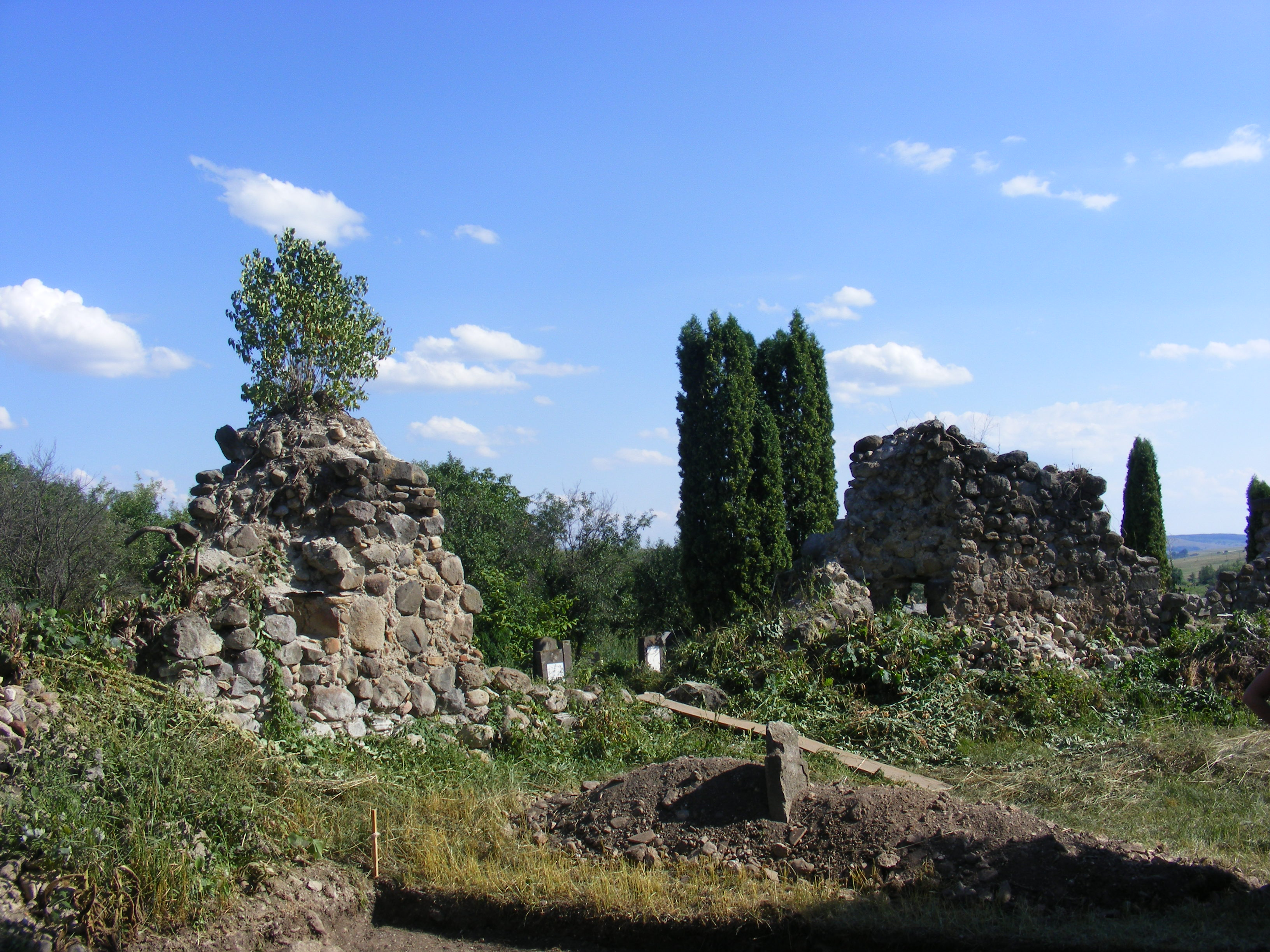
Az unitárius templom védőfalának romjai

A község területén valószínűleg már a történelem előtti korban laktak emberek, amit igazolni látszik a község határában évtizedekkel ezelőtt talált neolitikus kőbalta és egy urna. Azt, hogy a római uralom idején is lakott terület volt, bizonyítja a falu határában feltárt öt függőleges akna, melyből a Kr. u. III. században sót termeltek, illetve az aknák környékén talált érmék. Napjainkban a sóaknák helyén tórendszer található.
A község nevét akkor nyerhette, amikor II. Géza magyar király a 12. század közepén a Homoród és a Nagy-Küküllő felső völgyeit betelepítette. Az első település nyomai valószínűleg az 1241 évi tatárdúlás idején semmisültek meg. Erre utal az is, hogy a Homoródvidék templomai mind a tatárjárás utáni korszak stílusában épültek. A falut oklevél 1333-ban említi először Sancto Martino alakban. Középkori, Szent Márton püspökről elnevezett temploma 13. századi eredetű lehetett, a 15. században gótikus stílusban lett átépítve, 1888-ban bontották le. Egykori, hat védőtoronnyal megerősített 1612 és 1636 között épített kerítőfalából egyedül a középkori eredetű, 1775-ben magasított és 1861-ben új toronysisakot kapott egykori kaputorony maradt meg a templom harangtornyaként. Kerítőfalának többi része erősen romos. A falut 1613-ban tatár támadás érte, ezután épült a templom erődfala, melyet 1625-ben megerősítettek, de a 18. század végére lepusztult állapotba került. Helyébe épült 1889-ben a mai unitárius templom, amely a Nagy-Homoród völgyében emelkedő magaslaton áll. 1910-ben 889, túlnyomórészt magyar lakosa volt. A Trianonig Udvarhely vármegye Homoródi járásához tartozott. 1992-ben 601 lakosából 581 magyar, 13 cigány és 7 román volt.

## Látnivalók

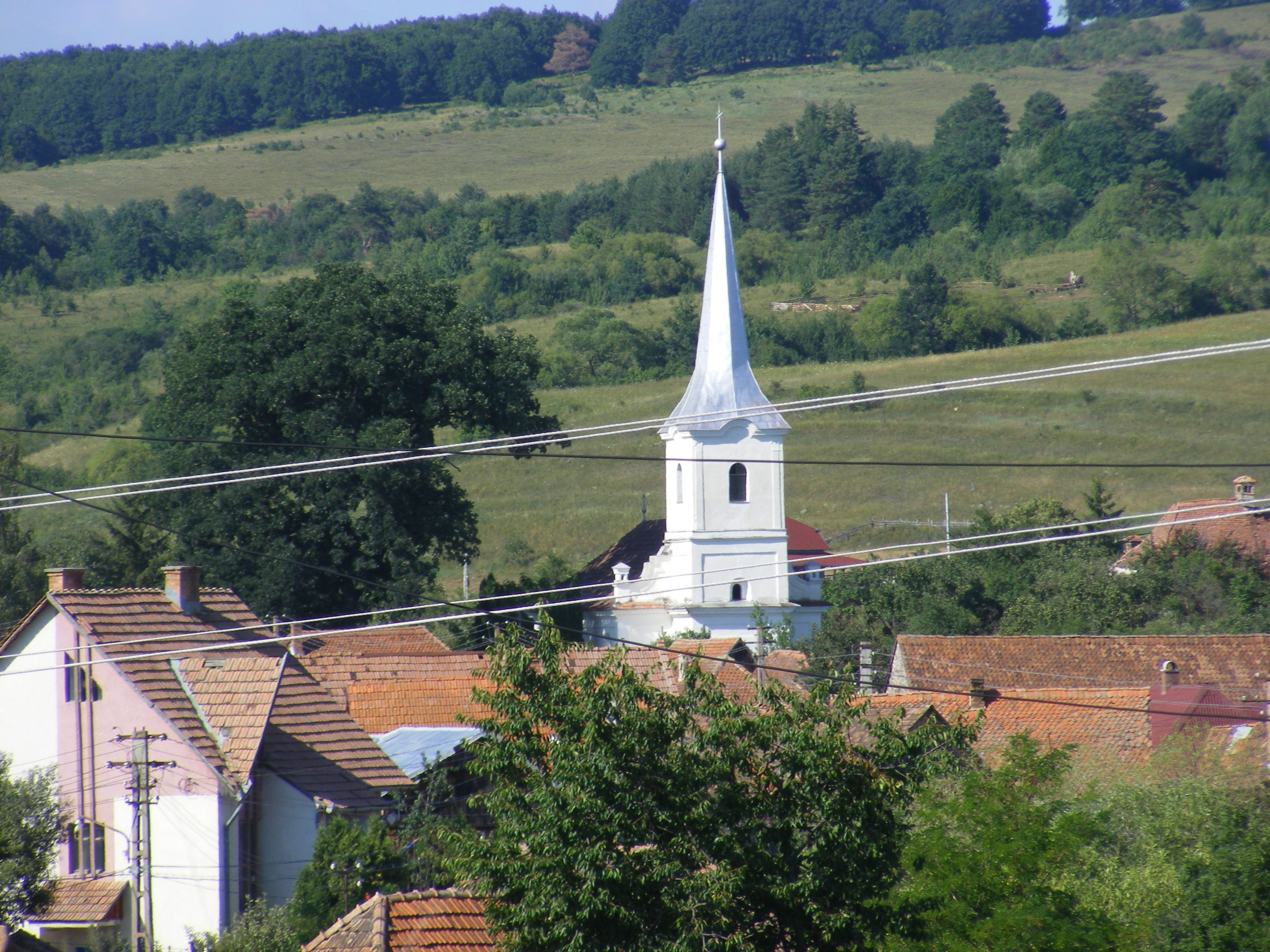
A református templom

- Az unitárius templom 1889-ben épült, harangtornya a régi templom 17. századi kaputornyából maradt meg.
- Református temploma 1804-ben épült a Biró és az Ugron család által adományozott telken, a Biró kúria szomszédságában. 1911-ben átépítették.
- A faluban áll a Homoród-mente legnagyobb kastély-kúria jellegű épülete, a műemlék Biró kúria. A krónikákban már a középkor idején udvarházat említenek a helyén. Az évszázadok viharait kiállt, kőből és téglából, forró mésszel összerakott kúria alatt bolthajtásos pince van. Több szoba, köztük egy nagy ebédlőterem is található az épületben. A kúriát leányágon az Ugron család örökölte a 18. század második felében. Az ő idejükben, 1780–1790 közt nyerte el rokokó stílusát.
- A falutól délkeletre néhány házból álló kis telep, Bükkfalva áll, itt van a Biró család sírboltja.
- Az itt felszínre bukkanó sót már az ősember is ismerte.

## Képgaléria

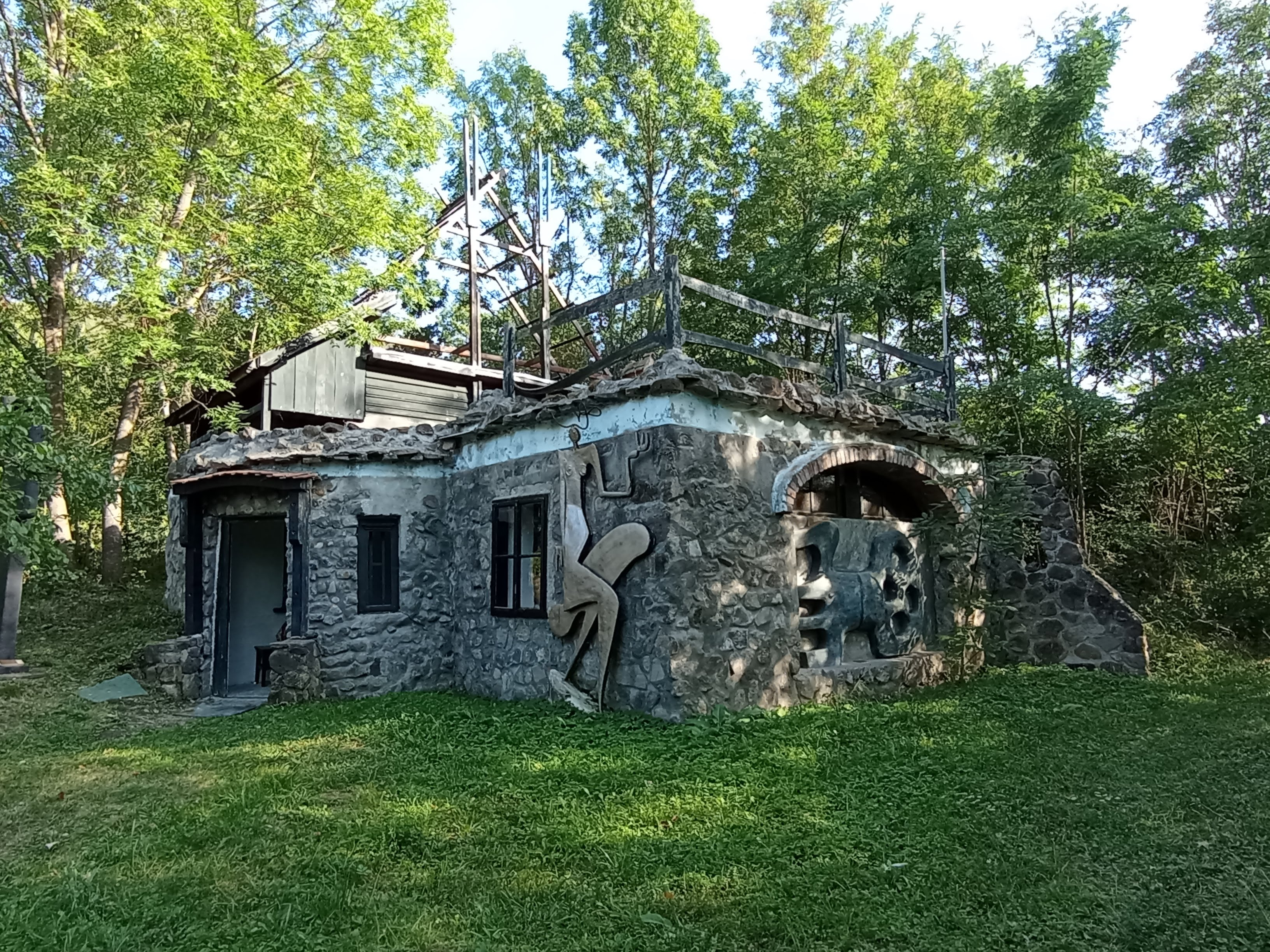
Román Viktor Szoborpark, Bükkfalva telep
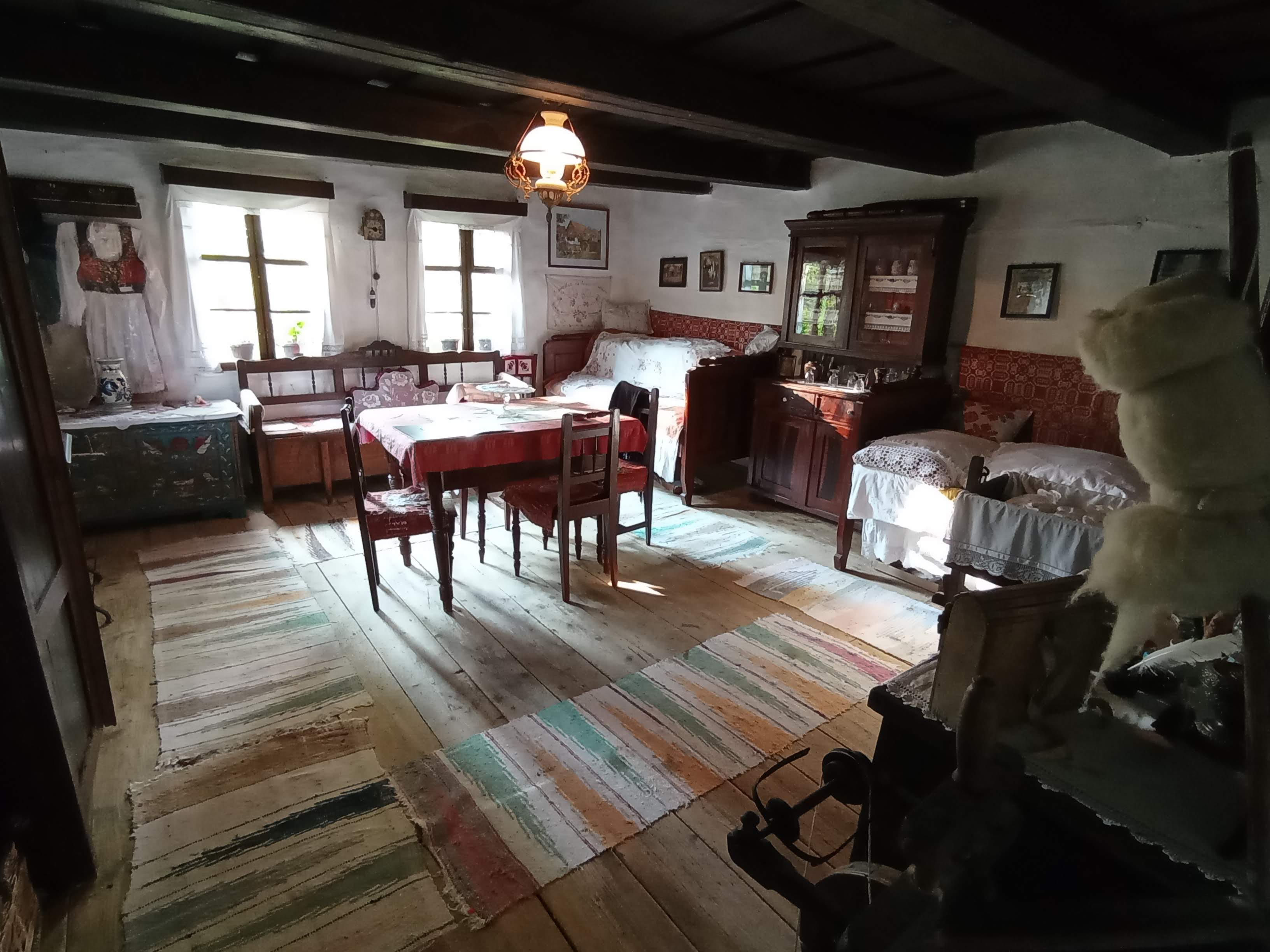
Múlt Idők Háza, beltér, Bükkfalva telep

## Híres emberek
- Itt született Homoródszentmártoni Bíró Sámuel, az unitárius egyház első főgondnoka.
- Itt született Szentmártoni Bodó János 17. századi költő.
- Itt született Kelemenné Zathureczky Berta írónő.
- Itt született Molnár Jakab író.
- Itt született Zoltán Aladár zeneszerző.
- Itt született Román Viktor szobrászművész.
- Itt járt iskolába Bencze Attila író, költő.
- Itt járt iskolába Balázs Tibor költő, műfordító, irodalomtörténész, a Littera Nova Kiadó igazgatója, a Magyar Írószövetség tagja.